# Orašje Zubci
Orašje Zubci (en serbe cyrillique : Орашје Зубци) est un village de Bosnie-Herzégovine. Il est situé sur le territoire de la ville de Trebinje et dans la république serbe de Bosnie. Selon les premiers résultats du recensement bosnien de 2013, il compte 25 habitants.

## Géographie
Le village est entouré par les localités suivantes :
| Rapti Zupci          | Željevo      | Željevo |
| Rapti Zupci Turmenti | Orašje Zubci | Konjsko |
|                      | Kraj         |         |

## Démographie

### Évolution historique de la population dans la localité
| 1948 | 1953 | 1961 | 1971 | 1981 | 1991 | 2013 |
| ---- | ---- | ---- | ---- | ---- | ---- | ---- |
| -    | -    | 112  | 106  | 91   | 59   | 25   |

|  |

### Répartition de la population par nationalités (1991)
En 1991, les 59 habitants du village étaient tous serbes.